# Вайя

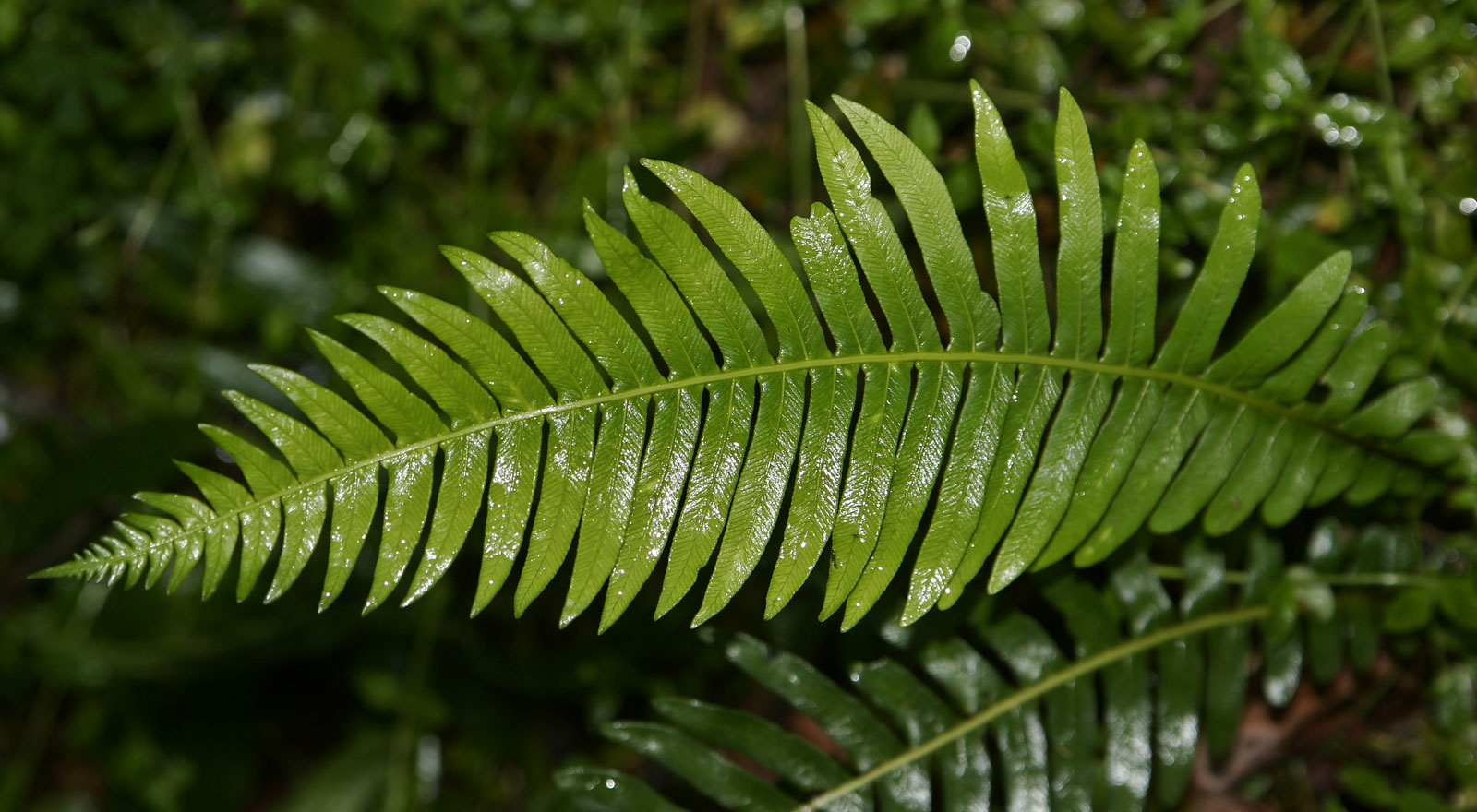
Вайя папоротника

Ва́йя (от др.-греч. βαΐον — пальмовая ветвь) — листоподобный орган, гомологичный побегу у папоротников и некоторых вымерших примитивных голосеменных (так называемых семенных папоротников: представители порядков Тригонокарповые (Trigonocarpales), Каламопитиевые (Calamopityales), Лагеностомовые (Lagenostomales) и других).)

## Строение

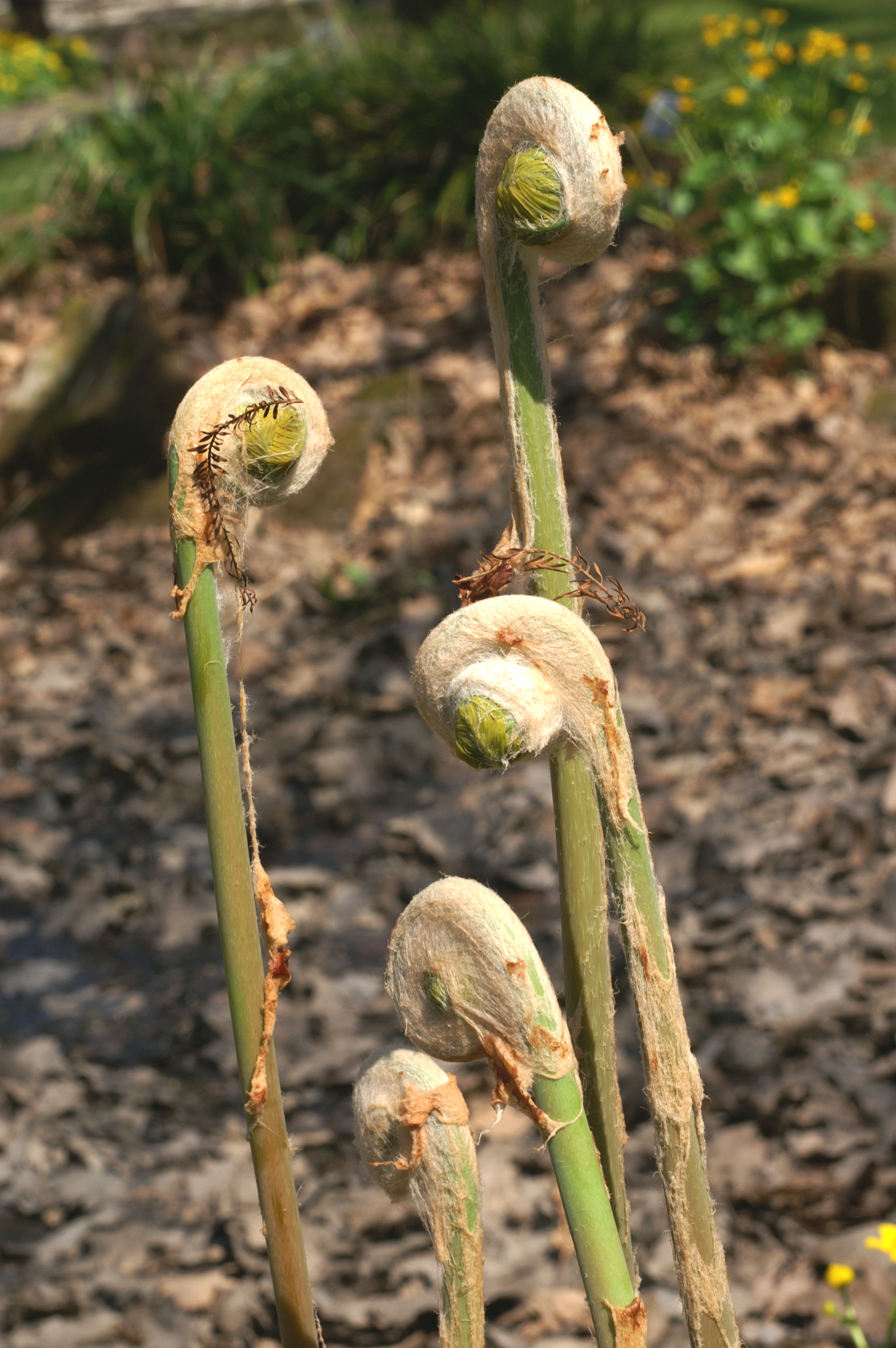
Раскрывающиеся вайи чистоуста величавого

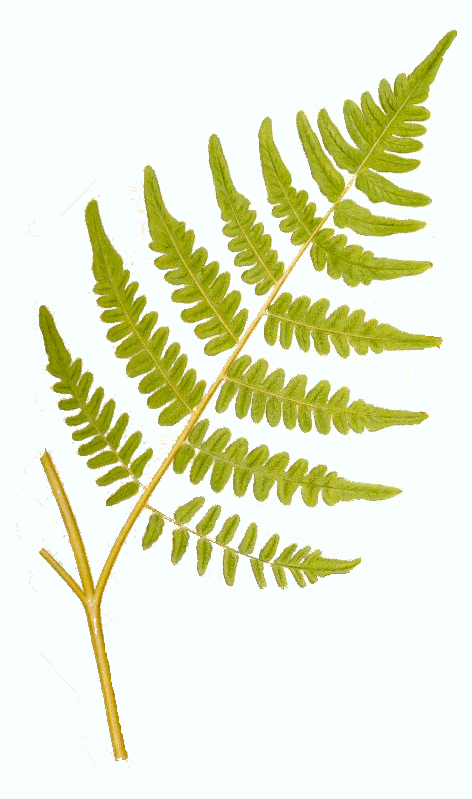
Часть вайи орляка

В отличие от листа, вайя имеет недетерминированный верхушечный рост, такой же рост боковых сегментов различного порядка (если они присутствуют). Эта особенность более соответствует побегу.
В отличие от побега, у вайи отсутствует разделение на стебель, лист и почку и их соподчинение между собой, не сформирована метамерия. По своей природе вайя — плосковетка или предпобег. Вайя подразделяется на пластинку вайи и черешок, продолжающийся внутри пластинки как рахис.
Пластинка вайи может быть перисто-рассечённой или цельной (как у Листовик (Phyllitis), Виттария (Vittaria), Кривокучник (Camptosorus) и другие). Рассечённая вайя состоит из сегментов первого порядка (перья), расположенных на главном рахисе. Внутрь каждого сегмента (пера) от главного рахиса ответвляется и входит рахис первого порядка. Каждый сегмент (перо) может в свою очередь разделяться на сегменты (пёрышки) следующих порядков (второго и более высоких уровней).
В эмбриональном состоянии вайя, как правило, спирально (улиткообразно) свёрнута.

## Происхождение
Вайя произошла в результате уплощения (кладификации) теломов древних предков. Уплощение увеличивало площадь поверхности и повышало эффективность фотосинтеза у древних папоротников, а значит и их конкурентоспособность.